# Вільям Джеймс
Вільям Джеймс або Джемс (англ. William James; 11 січня 1842 — 26 серпня 1910) — американський психолог і філософ, один із найвидатніших представників прагматизму, за освітою лікар. Перу Джеймса належать впливові книги з психології, педагогічної психології, психології релігії та містицизму. Вільям Джеймс був братом письменника Генрі Джеймса.
Його праця «Різноманіття релігійного досвіду» (The Varieties of Religious Experience: A Study in Human Nature, 1902) посіла 89 рядок у Рейтингу 100 найкращих книг усіх часів журналу Ньюсвік.

## Життєпис
Вільям Джеймс навчався медицині, у 1869 році отримав ступінь доктора. З 1872 року в Гарвардському університеті асистент, у 1885 році — професор філософії, з 1889 по 1907 роки — професор психології. У 1892 році в Гарвардському університеті організував першу в США лабораторію прикладної психології.

## Епістемологія
Джеймс був засновником прагматичної теорії істини, в якій основним критерієм істини є практика. Важливе значення при цьому відіграють поняття віри й корисності. Тут мова йде не про віру як релігію, а в ширшому сенсі, про віру, як підставу для дії. Джеймс визначав істинними ті переконання людини, які корисні для неї. Істину можна верифікувати в тому сенсі, що думки чи твердження повинні відповідати дійсності, й повинні збігатися, утворюючи ціле, але відповідність уявлення про дійсність та самої дійсності верифікується завдяки спостереженню за результатами практичного застосування.

## Переклади українською
Вільям Джеймс. Прагматизм; пер. з англійської Павло Насада. - Київ: Альтернативи, 200. - 144 ст.

## Виноски та примітки
1. ↑  Find a Grave — 1996.
2. ↑  LIBRIS — Королівська бібліотека Швеції, 2012.
3. ↑  Bibliothèque nationale de France BNF: платформа відкритих даних — 2011.
4. ↑  CONOR.Sl
5. 1 2 3  Математичний генеалогічний проєкт — 1997.
6. ↑  "William James, of Harvard, was among the first foreigners to take cognizance of Thought and Reality, already in 1873...", Lettres inédites de African Spir au professeur Penjon (Unpublished Letters of African Spir to professor Penjon), Neuchâtel, 1948, p. 231, n. 7.
7. 1 2  https://www.apa.org/about/governance/president/former-presidents
8. ↑  encyclopedia.com — HighBeam Research.
9. ↑  Newsweek's Top 100 Books — список 100 найкращих книг усіх часів журналу Ньюсвік [Архівовано 6 січня 2015 у Wayback Machine.] (англ.)
10. ↑  James, William, Pragmatism: A New Name for Some Old Ways of Thinking Lect. 6, "Pragmatism's Conception of Truth, " (1907)
11. ↑  Encyclopedia of Philosophy, Vol.6, «Pragmatic Theory of Truth», p427-428 (Macmillan, 1969)
12. ↑  Купити книгу Прагматизм (Вільям Джеймс) | Інтернет-магазин Yakaboo.ua. web.archive.org. 22 березня 2017. Архів оригіналу за 22 березня 2017. Процитовано 29 вересня 2022.